# JLT One-Day Cup 2017/18
Der JLT One-Day Cup 2017/18 war die 49. Austragung der nationalen List A Cricket-Meisterschaft in Australien. Der Wettbewerb wurde zwischen dem 27. September und 21. Oktober 2017 zwischen sechs australischen First-Class-Vertretungen der Bundesstaaten und einer Vertretung der australischen Cricket-Nationalmannschaft ausgetragen. Im Finale konnte sich Western Australia mit 6 Wickets gegen South Australia durchsetzen.

## Format
Die sieben Mannschaften spielten in einer Gruppe einmal gegen jede andere Mannschaft. Für einen Sieg gab es vier Punkte, für ein Unentschieden oder No Result zwei und für eine Niederlage keinen Punkt. Ein Bonuspunkt wurde vergeben, wenn bei einem Sinn die eigene Runzahl die des Gegners um das 1,25-fache überstieg, ein weiterer, wenn sie sogar mehr als das Doppelte des Gegners betrug. Des Weiteren war es möglich, dass Mannschaften Punkte abgezogen bekamen, wenn sie beispielsweise zu langsam spielten. Der Gruppenerste qualifizierte sich direkt für das Finale, während der Gruppenzweite und -dritte ein Halbfinale bestritten.

## Kaderlisten
Die folgenden Kader wurden von den Mannschaften benannt.
| ODI | ODI | ODI | ODI | ODI | ODI | ODI |
| New South Wales | Queensland | South Australia | Tasmanien | Victoria | Western Australia | Cricket Australia XI |
| --- | --- | --- | --- | --- | --- | --- |
| - Sean Abbott - Doug Bollinger - Harry Conway - Ed Cowan - Pat Cummins - Mickey Edwards - Ryan Gibson - Daniel Hughes - Jay Lenton - Nathan Lyon - Nic Maddinson - Arjun Nair - Peter Nevill - Kurtis Patterson - Gurinder Sandhu - Mitchell Starc - William Somerville | - Usman Khawaja (K) - Joe Burns - Ben Cutting - Brendan Doggett - Jason Floros - Cameron Gannon - Sam Heazlett - Marnus Labuschagne - Michael Neser - James Peirson - Matt Renshaw - Billy Stanlake - Mitchell Swepson - Jack Wildermuth | - Callum Ferguson (K) - Tom Andrews - Alex Carey - Tom Cooper - Michael Cormack - Spencer Johnson - Jake Lehmann - Joe Mennie - Alex Ross - Chadd Sayers - Kelvin Smith - Cameron Valente - Jake Weatherald - Nicholas Winter - Daniel Worrall | - George Bailey (K) - Jackson Bird - Nick Buchanan - Cameron Boyce - Alex Doolan - Jake Doran - Ben Dunk - Andrew Fekete - Ben McDermott - Riley Meredith - Simon Milenko - Sam Rainbird - Tom Rogers - Jordan Silk - Charlie Wakim | - Cameron White (K) - Wes Agar - Scott Boland - Travis Dean - Seb Gotch - Sam Harper - Marcus Harris - John Hastings - Jon Holland - Will Pucovski - Matthew Short - Peter Siddle - Will Sutherland - Blake Thomson - Chris Tremain | - Mitchell Marsh (K) - Cameron Bancroft - Will Bosisto - Josh Inglis - Matthew Kelly - Michael Klinger - Simon Mackin - Shaun Marsh - David Moody - Jhye Richardson - D’Arcy Short - Ashton Turner - Andrew Tye - Jonathan Wells | - Max Bryant - Jake Carder - Jackson Coleman - Daniel Fallins - David Grant - Clint Hinchliffe - Matthew Kuhnemann - Jonathan Merlo - Harry Nielsen - Ben Pengelley - Mark Steketee - Charles Stobo - Henry Thornton - Param Uppal - Beau Webster - Mac Wright |

## Resultate

### Gruppenphase
Tabelle
| Teams                | Sp. | S | N | U | R | NR | BP | Ded | Punkte | NRR    |
| -------------------- | --- | - | - | - | - | -- | -- | --- | ------ | ------ |
| Western Australia    | 6   | 5 | 1 | 0 | 0 | 0  | 2  | 0   | 22     | +0.886 |
| South Australia      | 6   | 4 | 2 | 0 | 0 | 0  | 1  | 0   | 17     | −0.017 |
| Victoria             | 6   | 3 | 3 | 0 | 0 | 0  | 3  | 0   | 15     | +0.556 |
| New South Wales      | 6   | 3 | 3 | 0 | 0 | 0  | 2  | 0   | 14     | +0.412 |
| Queensland           | 6   | 3 | 3 | 0 | 0 | 0  | 1  | 0   | 13     | +0.013 |
| Tasmanien            | 6   | 2 | 4 | 0 | 0 | 0  | 2  | 0   | 10     | −0.427 |
| Cricket Australia XI | 6   | 1 | 5 | 0 | 0 | 0  | 0  | 0   | 4      | −1.312 |

### Halbfinale
| 19. Oktober Scorecard | Hobart | South Australia 339-5 (48/48)        | – | Victoria 168 (35.5/48) |
|                       |        | South Australia gewinnt mit 176 Runs |   |                        |

### Finale
| 21. Oktober Scorecard | Hobart | South Australia 248-9 (50)              | – | Western Australia 250-4 (43.4) |
|                       |        | Western Australia gewinnt mit 6 Wickets |   |                                |